# Canton de Fontenay-sous-Bois-Ouest
Le canton de Fontenay-sous-Bois-Ouest est une ancienne division administrative française située dans le département du Val-de-Marne et la région Île-de-France.
Créé en 1976, il est supprimé lors du redécoupage cantonal de 2014 en France, et son territoire est intégré dans le nouveau canton de Fontenay-sous-Bois.

## Histoire
Le canton, constitué de la partie Est de la commune de Fontenay-sous-Bois, est créé par le décret du 20 janvier 1976 qui modifie le découpage des communes de Vincennes et de Fontenay-sous-Bois.
Un nouveau découpage territorial du Val-de-Marne entré en vigueur à l'occasion des premières élections départementales suivant le décret du 17 février 2014. Les conseillers départementaux sont, à compter de ces élections, élus au scrutin majoritaire binominal mixte. Les électeurs de chaque canton élisent au Conseil départemental, nouvelle appellation du Conseil général, deux membres de sexe différent, qui se présentent en binôme de candidats. Les conseillers départementaux sont élus pour 6 ans au scrutin binominal majoritaire à deux tours, l'accès au second tour nécessitant 12,5 % des inscrits au 1er tour. En outre, la totalité des conseillers départementaux est renouvelée. Ce nouveau mode de scrutin nécessite un redécoupage des cantons dont le nombre est divisé par deux avec arrondi à l'unité impaire supérieure si ce nombre n'est pas entier impair, assorti de conditions de seuils minimaux. Dans le Val-de-Marne le nombre de cantons passe ainsi de 49 à 25.
Dans ce cadre, le canton est supprimé, et son territoire affecté au canton de Fontenay-sous-Bois.

## Administration
| Période | Période          | Identité              | Étiquette    | Qualité |
| ------- | ---------------- | --------------------- | ------------ | --- |
| 1976    | 1982             |                       |              | |
| 1982    | 1988             | Jean-Michel Baloup    | UDF-PR       | Avocat à Paris |
| 1988    | 1994             | Jean-François Voguet  | PCF          | Technicien à l'IGN Premier maire-adjoint (1977 → 2001) puis maire (2001 → 2016) de Fontenay-sous-Bois Sénateur du Val-de-Marne (2004 → 2011) |
| 1994    | 1995 (démission) | Antoine Pouillieute   | RPR          | Membre du Conseil d'État Député (mai 1995) Nommé Directeur de l'Agence Française de Développement                                            |
| 1995    | 2008             | Christophe Esclattier | RPR puis UMP | Directeur des ressources humaines Conseiller municipal de Fontenay-sous-Bois                                                                 |
| 2008    | 2015             | Liliane Pierre        | PCF          | Adjointe au Maire de Fontenay-sous-Bois Vice-présidente du Conseil général (2011 → 2015)                                                     |

## Composition
Le canton de Fontenay-sous-Bois-Ouest recouvrait l'ouest de la  commune de Fontenay-sous-Bois, délimité, selon la toponymie de 1976, par « l'axe des voies ci-après : boulevard de Verdun, avenue de la République; rue André-Tessier, rue Saint-Germain, rue du Cheval-Ru, rue de Rosny, place du Général-Leclerc, rue de Neuilly, boulevard du  25-Août-1944  ».
L'est de la commune était inclus dans le canton de Fontenay-sous-Bois-Est.
| Communes                            | Population (2012) | Code postal | Code Insee |
| ----------------------------------- | ----------------- | ----------- | ---------- |
| Fontenay-sous-Bois, commune entière | 50 921            | 94 120      | 94 033     |

## Démographie
| 1962 | 1968 | 1975 | 1982 | 1990   | 1999   | 2009 |
| ---- | ---- | ---- | ---- | ------ | ------ | ---- |
| -    | -    | -    | -    | 25 348 | 25 376 | -    |